# فروحة
فروحة بلدية تابعة دائرة تيزي ولاية معسكر تقع جنوب معسكر على الطريق الوطني رقم 6 عدد سكانها 13769 نسمة مساحتها 60كلم2 يحدها من الشمال مقر الولاية معسكر ومن الجنوب بلدية قرجوم وبلدية غريس ومن الشرق بلدية مطمور ومن الغرب بلدية تيزي
انشأت بلدية فروحة خلال الحقبة الاستعمارية حوالي سنة 1886 وثبت تاريخيا أن تسميتها الاصلية  تعود إلى وادي الفرحة الذي يعبرها وادي كان موطنا لقبيلة الحشم التي أجرت التحضيرات الأولية لميلاد دولة الأمير عبد القادر.
كما تتكون بلدية فروحة من 18 دوار كالآتي:
أولاد مراح- أولاد حاج حبيب- لعابنة- صواوقة- معايزية- أولاد بلبشير- أولاد عدة- أولاد بن عثمان- جحالطة- مجايدية- الرواجع -صبابنة - سيدي بن موسى-أولاد بن صالح- زوانب- أولاد مهني - خنانسة – راس الحانوت.

## نظرة عامة على مدينة فروحة

### الصحة:
- عدد الأطباء العامون الخواص :01
- عدد الأطباء العامون في القطاع العمومي: 04
- عدد عيادات أطباء الأسنان :02 واحدة قطاع عام وواحدة قطاع خاص
- عدد الصيدليات: 03
- أعوان شبه طبيين :11
- قاعات العلاج: 05
- مخابر التحاليل البكتريولوجية: 01

### التربية:
| عدد المؤطرين | عدد المتمدرسين | عدد الأقسام | التسمية                         | الرقم |
| 21           | 365            | 12          | ثانوية بوقوير ميلود             | 01    |
| 28           | 528            | 16          | متوسطة هواري بومدين             | 02    |
| 17           | 423            | 12          | متوسطة مصطفى بن بولعيد          | 03    |
| 16           | 590            | 15          | مدرسة الأمير عبد القادر         | 04    |
| 12           | 360            | 11          | مدرسة بشير الإبراهيمي           | 05    |
| 09           | 300            | 11          | مدرسة ابن تيمية –أولاد مراح     | 06    |
| 10           | 280            | 12          | مدرسة محمد بوضياف- أولاد بلبشير | 07    |
| 06           | 140            | 06          | مدرسة زيغود يوسف بالزوانب       | 08    |
| 05           | 60             | 05          | مدرسة سيدي بن موسى              | 09    |
| 04           | 45             | 04          | مدرسة العربي بن مهيدي الرواجع   | 10    |
| 05           | 68             | 05          | مدرسة كريم بلقاسم               | 11    |
| 05           | 97             | 06          | مدرسة برحال مختار بالصواوقة     | 12    |

### الزراعة:
- المساحة الإجمالية للأراضي الفلاحية :5630 هكتار
- مساحة الأراضي غير المنتجة :246 هكتار
- مساحة الأراضي المستعملة: 5384 هكتار
- مساحة الأراضي المسقية: 200 هكتار
- مساحة الأراضي الغابية :أكثر من 10 هكتار( بادوار الرواجع ودوار الزوانب)

### الري:
- عدد الأبار الأرتوازية :03
- السعة :2419
- عدد الأبار الأرتوازية المستعملة: 02
- عدد خزانات المياه :02
- سعة خزانات المياه: 1000 ل
- عدد المساكن المجهزة بالماء الصالح للشرب: 2390
- الإستهلاك اليومي للمواطن :150 ل في اليوم
- عدد السكنات المجهزة بشبكة التطهير: 2522

### البريد والمواصلات:
- مكتب بريد :01
- عدد المشتركين فبي الهاتف الثابت: 760
- عدد المشتركين في الأنترنات :210

### الرياضة:
- ملعب بلدي :01( الشهيد بن دوخة لحسن)
- مركب رياضي جواري :01
- الملاعب الجوارية :03 بفروحة مركز
- ملعب جواري:01 بأولاد مراح
- ملعب جواري: 01 بأولاد بلبشير
- دار الشباب :01 بفروحة مركز
- قاعة الرياضات :01 بفروحة مركز
- النوادي الرياضية: 01
- الشباب الرياضي لبلدية فروحة ينشط في بطولة ما بين الرابطات وسط-غرب
- فرع الكراتي دو( الشهيد دلاوي علي)

### الثقافة
- عدد المراكز الثقافية :01
- عدد المكتبات البلدية: 01

### منشآت الشؤون الدينية:
- عدد المساجد: 2
- عدد المدارس القرآنية: 13
- عدد الزاوايا

### رقم وهاتف البلدية:
الهاتف:  045.81.02.00/045.81.04.45
الفاكس: 045.81.04.42